# Registro MDR
En arquitectura de ordenadores, Memory Data Register (MDR), en español Registro de Datos de Memoria, es un registro específico de alta velocidad y poca capacidad integrado en el microprocesador. El registro está conectado al bus de datos y a través de él, el CPU lee o escribe un dato a dicho bus, que a continuación llegará a la memoria o a un puerto de entrada/salida.